# Римокатоличка црква Светог Михајла у Ердевику
Римокатоличка црква Светог Михајла у Ердевику, месту у општини Шид, подигнута је 1890. године и представља споменик културе од великог значаја.

## Архитектура
Римокатоличка црква Светог Михајла у Ердевику саграђена је под утицајима неоготике оријентисана је у правцу север-југ, а подигнута је као једнобродна издужена црквена грађевина, са полигоналним олтарским апсидама са правоугаоним бочним просторима, од којих западни служи као сакристија. Високим звоником, уз који су са обе стране призидане једноспратне куле, завршава се јужно прочеље.
Унутрашњост храма је подељена на три травеја засведена крстастим сводовима. Велики број прозорских отвора, од којих су многи украшени витражима, доприноси утиску монументалности, на којој је нарочито инсистирано када је унутрашњи простор у питању. Декоративност фасада наглашена је контрафорима са западне, источне и северне стране. Главни улаз је фланкиран ступцима изнад којих су лунета са пластично обрађеном представом Христа и тимпанон. Украс звоника чине хоризонтални профилисани венци којима је обележена спратност и низ слепих аркада у врху. Богата дрворезба „по угледу на тиролске олтаре” и сликана декорација иконостасне преграде рад су анонимних аутора несумњивих занатских способности и ликовних искустава.